# 赤い花なら地平線
『赤い花なら地平線（あかいはなならちへいせん）は、中島洋監督による日本の自主映画。英題は「A BLOODY FLOWER FAR BEYOND THE HORIZON」

## 概要
1979年製作。劇場公開日 1979年6月30日。製作はアルマジロ・カンパニー。
北海道を舞台にしたロードムービー的な映画。男2人、女1人の3人で旅をして、その過程で起きた出来事をドラマにしている。レイプシーンや入浴シーン、暴力シーンや論争などが含まれる。
豊田勇造、大塚まさじなどのミュージシャンも背景に出演している。

## スタッフ
- 監督 - 中島洋
- 撮影 - 大和田・奥村文昭・大木健次
- 音楽 - スカイドッグ・ブルース・バンド

## キャスト
- 滝沢修
- 西山美紀子
- 岡田雅夫